# Austhovde-kita Iwa
Austhovde-kita Iwa är en kulle i Antarktis. Den ligger i Östantarktis. Norge gör anspråk på området. Toppen på Austhovde-kita Iwa är 10 meter över havet.
Terrängen runt Austhovde-kita Iwa är kuperad åt sydväst, men åt sydost är den platt. Havet är nära Austhovde-kita Iwa åt nordost. Trakten är obefolkad. Det finns inga samhällen i närheten. 